# 龍應台文化基金會
財團法人龍應台文化基金會（英語：Lung Yingtai Cultural Foundation）於2005年7月在台北成立。當時台灣甫經319槍擊案之後的政治風暴，社會陷入不信任的危機。「當時幾位企業界與文化界有人一起討論台灣的未來，相互激盪於彼此能在民間位置上做出的貢獻，只為能有助益於台灣的年輕人。最後，企業家捐出種子基金，知識份子捐時間做義務董事，龍應台則捐出她的名字，成立龍應台文化基金會。」
以「提昇台灣年輕人的國際視野」為使命的龍應台文化基金會，透過推廣沙龍形式的學者演講、紀錄片放映，討論國際的政治與經濟的重要議題，加深一般大眾對於思考的深度與廣度。起初活動形式為「思沙龍」，一年後龍應台文化基金會開始舉辦以英文為溝通語言的「台北沙龍」。2008年起，龍應台文化基金會開始與台灣多所大學合作，在大學校內開設舉辦沙龍的通識課程或成立思沙龍社團，這讓學者專家與一般大眾或學生的溝通在台灣更為普及。思沙龍的模式也在中國大陸引起回響，上海交通大學在邵梅儀老師和當地社團同學的協助下，也舉辦了類似的座談活動，使台灣的模式能在對岸發芽。
在龍應台於2012年成為中華民國文化部首屆部長後，因為政務官身分須遵守行政中立原則，龍應台在文化部任職期間不再介入基金會的運作，改由其他公正第三方繼續接掌董事，經費來源的減少基金會的職能大幅縮減，部分能量與活動形式則轉移到文化部的「國際大師人文講座」繼續進行下去。然而基金會仍然配置了2名正職同仁管理日常的運作，現今有多達800名以上的志工支援專案的進行，原本大規模舉辦的「思沙龍」依然運行，不定期舉辦演講，場地則相對縮小許多，大多使用基金會在台北市金華街的小型辦公室（國立清華大學台北辦事處二樓）。

## 重點專案內容
- 思想地圖

基金會於2013年初舉辦的青年造就計畫，鼓勵18-35歲年輕人站上第一線，並給予最高新台幣20萬元的出國經費，針對有興趣的社會課題，提出自我學習計畫，赴國外觀察與學習。歸國後須負擔長期分享學習成果的義務，例如部落格的經營，對外的成果發表等至少一年。

## 思沙龍
「思沙龍」是引用自1664年首次在法國出現的沙龍一詞。思沙龍的活動程序通常分成兩部分，頭一個小時由專業人士發表演講，使民眾對議題有相應的理解。（議題會順應時事，並由基金會聘請相關領域的講師）下半場的另一個小時，則開放民眾與講者交流，藉由問答、辯論等方式，使觀眾能以平等的角度與專家互動，促使對議題更多的理解與思辯。

### 2012年
- 經濟脫胎，國家能否換骨？在越南奇蹟背後（講者：國立成功大學政治學系宋鎮照教授）（2012年12月15日）
- 菲律賓的轉型曙光？（講者：淡江大學亞洲研究所所長林若雩教授）（2012年11月24日）
- 火煉「金磚」？ 印尼的考驗[永久]（講者：國立暨南國際大學東南亞研究所李美賢教授)（2012年11月17日）
- 俄式民主？俄羅斯的新世代（講者：元智大學通識教學部助理教授胡逢瑛）（2012年6月9日）
- 「無權力者的權力」──捷克的絲絨力量（講者：天下雜誌主筆李雪莉）（2012年5月19日）
- 台北沙龍-穿透空間、重現歷史：巴黎、東京、台北 （页面存档备份，存于）（講者：明尼蘇達大學亞洲語文學系教授Joseph R. Allen,）（2012年4月28日）
- 左轉，右轉──民主波蘭的抉擇（講者：東海大學政治學系副教授楊三億)（2012年4月21日）
- 最後一塊「鐵幕」──北韓往哪裡去？ （页面存档备份，存于）（講者：國立政治大學外交學系教授李明）（2012年3月17日）
- 台北沙龍-比「錢」更大的危機：歐盟何去何從？ （页面存档备份，存于）（講者：歐洲經貿辦事處處長 Frederic Laplanche）（2012年3月10日）
- 突尼西亞的追求（講者：國立政治大學阿拉伯語文學系助理教授劉長政）（2012年3月3日）
- 為什麼強人垮了，我們更覺不安？[永久]（講者：國立政治大學國際關係研究中心研究員嚴震生）

### 2011年
- 辛亥革命「成功」嗎？──從梁啟超和孫文談起（講者：歷史學家張朋園、中央研究院近代史研究所所長黃克武）（2011年2月26日）
- 武裝起義時也許沒想到的──墨西哥革命的文化認同[永久]（講者：淡江大學美洲研究所所長陳小雀）（2011年3月5日）
- 當溫和路線成功時──曇花一現的伊朗立憲革命（講者：國立政治大學外文中心教師Manouchehr Ghorbani-Koshkaki ）（2011年3月26日）
- 鐵路背後那張網絡──對中國現代化的一點思索[永久]（講者：上海大學歷史系教授朱學勤）（2011年5月21日）
- 如果你是中國的基督徒──從信仰看現代化進程（講者：民間劇作家姜原來）（2011年5月22日）
- 這是什麼病？──從東北鼠疫到香港SARS[永久]（講者：香港中文大學校長沈祖堯）（2011年5月28日）
- 從「凌遲」消失的那天起 （页面存档备份，存于）（講者：理律法律事務所執行長李念祖律師）（2011年10月22日）
- 原子彈、微波爐、青春永駐──科學一百年 （页面存档备份，存于）（講者：《科學人》台灣中文版總編輯李家維）（2011年11月5日）
- 乘著資訊革命的翅膀，飛向哪裡？（講者：香港科技大學計算機科學及工程學系講座教授倪明選）（2011年12月17日）

## 董事會成員
- 王杏慶（南方朔） - 文化及時事評論家
- 王榮文 - 遠流出版公司創辦人暨董事長
- 楊憲卿(楊澤) - 中國時報副刊組主任兼人間副刊主編
- 劉炯朗 - 國立清華大學蒙民偉榮譽講座教授、香港城市大學榮譽教授、中央研究院院士
- 劉維琪 - 高等教育評鑑中心基金會董事長
- 嚴長壽 - 亞都麗緻大飯店總裁、公益平臺文化基金會董事長
- 林百里 - 廣達電腦董事長

## 外部連結
- 官方网站
- 龍應台文化基金會的Facebook專頁